# Markus Jaroschka
Markus Jaroschka (* 29. September 1942 in Graz) ist ein österreichischer Schriftsteller (v. a. Lyrik) und war bis 2019 Mitherausgeber der Literaturzeitschrift Lichtungen.

## Leben
Markus Jaroschka wuchs in Graz auf, wo er den Lehrberuf eines Bäckers und Kochs erlernte. Im zweiten Bildungsweg studierte er Philosophie und Mathematik an der Karl-Franzens-Universität Graz; hier erlangte er 1976 den akademischen Grad eines Doktors der Philosophie. Von 1972 bis 1976 war er Assistent am Institut für Philosophie der Universität Graz, später viele Jahre beruflich in der Erwachsenenbildung, z. B. im Bildungshaus Schloss Retzhof und von 1986 bis 1996 als Direktor der Urania Steiermark tätig. Er schreibt Lyrik und Prosa.

## Mitwirkungen
Von 1990 bis 2019 war er Mitherausgeber der Zeitschrift Lichtungen – Zeitschrift für Literatur, Kunst und Zeitkritik. Er arbeitete auch an internationalen Projekten mit, z. B. Graz 2003 – Kulturhauptstadt Europas, Stadtschreiber von Graz und Die Poetik der Grenze (mit Dževad Karahasan).

## Auszeichnungen
- Goldenes Ehrenzeichen des Landes Steiermark, 1992
- Österreichisches Ehrenkreuz für Wissenschaft und Kunst I. Klasse,  2003
- Großes Ehrenzeichen des Landes Steiermark, 2004
- Großer Josef-Krainer-Preis[5], 2007
- Ehrenzeichen der Landeshauptstadt Graz in Gold, 2009
- Ernennung zum Bürger der Stadt Graz, 2021

## Werke
Lyrik:
- Sprachwechsel. Leykam-Verlag, Graz 1980, ISBN 3-7011-7124-6.
- Die Unruhe in den Sätzen. Bläschke, Sankt Michael 1983, ISBN 3-7053-1879-9.
- Zeitstille. Gedichte (1980 - 84). Ed. Keiper, Graz 2013, ISBN 978-3-902901-29-3. (Neuaufl., unveränd. Neuaufl. einer Ausw. von 7 Bd.)

Erzählungen:
- Die Grenze des Gesichts. Nachrichten vom Weg zur Mitte des Lebens. Erzählungen. Ed. Atelier, Wien 1990, ISBN 3-900379-48-3.

Herausgeberschaft von Textsammlungen:
- mit Gerhard Dienes und Alfred Kolleritsch: Graz. (= Europa erlesen.). Wieser, Klagenfurt/Celovec 2002, ISBN 3-85129-391-6. (deutsch)
- mit Gerhard Dienes und Alfred Kolleritsch: Graz. (= Europa erlesen.). Wieser, Klagenfurt/Celovec 2003, ISBN 3-85129-394-0. (englisch)
- mit Dževad Karahasan (Hrsg.): Poetik der Grenze. Über die Grenzen sprechen – Literarische Brücken für Europa. Steirische Verlagsgesellschaft, Graz 2003, ISBN 3-85489-084-2.